# Curtara antica
Curtara antica är en insektsart som beskrevs av Carl Stål 1862. Curtara antica ingår i släktet Curtara och familjen dvärgstritar. Inga underarter finns listade i Catalogue of Life.